# Ciència i tecnologia dels aliments

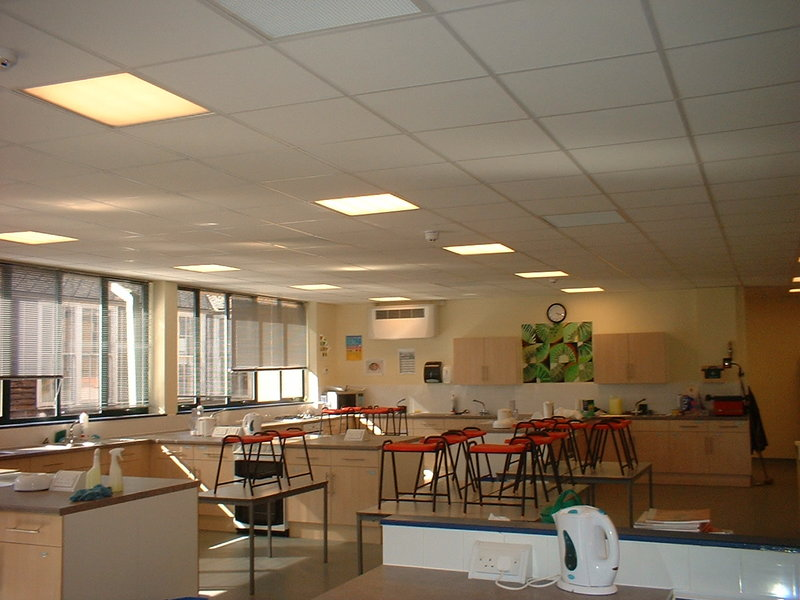
Cambra de la tecnologia dels aliments a Marling School a Stroud, Gloucestershire.

La tecnologia dels aliments, és una branca de la trofologia que tracta dels processos de producció per fer els aliments.

## Història
Nicolas Appert ja va desenvolupar, amb èxit, l'any 1810 el procés d'enllaunar aliments. Appert realment no va conèixer sota quins principis físico-químics i biològics funcionava el seu procés.
Louis Pasteur va fer recerca sobre el procés pel qual el vi s'espatllava i l'any 1864 la seva descripció de com evitar aquest deteriorament va ser el primer intent d'explicació científica en la tecnologia dels aliments. Pasteur també va fer recercacientífica en els alcohols, vinagre, cervesa, i la llet que es torna agra. Desenvolupa la pasteurització.

## Desenvolupaments en tecnologia dels aliments

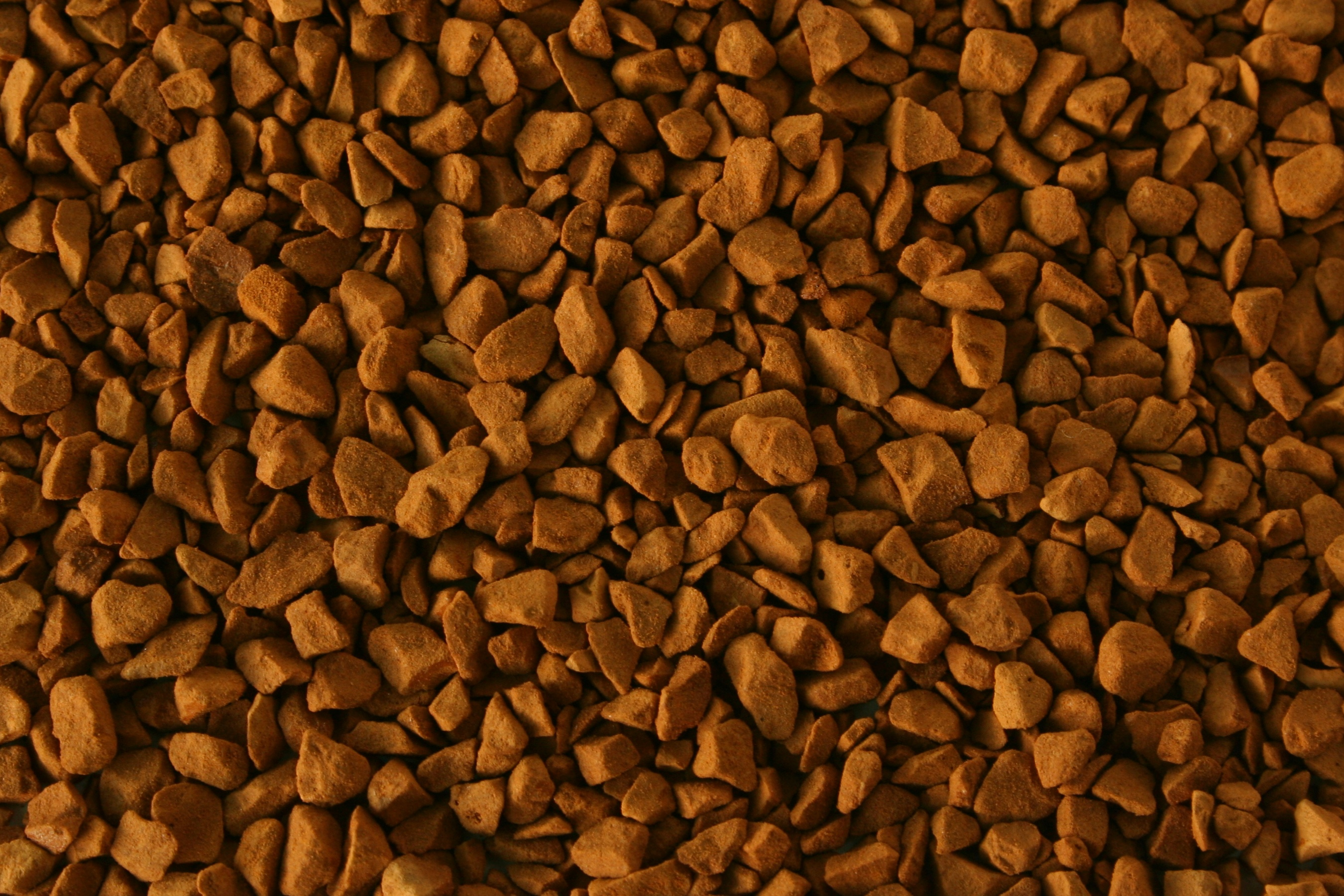
Cafè liofilitzat

Diverses empreses en tecnologia dels aliments han tingut un paper important en el desenvolupament d'aquesta tecnologia. Alguns d'aquests són: 
- Llet en pols - La companyia D.D. Peebles va ser la primera a desenvolupar la primera llet en pols instantània.
- Liofilització - primer es va fer en la indústria farmacèutica i després es va aplicar al cafè instantani.
- Procés per ultra alta temperatura - Procés caracteritzat per un escalfament i refredaments ràpids, mantinguts durant un temps curt a temperatura relativament alta i l'envasat asèptic.

- Descafeïnament de cafè i te, que es va iniciar a Europa cap a l'any 1900 i després ha anat evolucionant.
- Optimització de procés - La tecnologia dels aliments permet que la producció d'aliments sigui més eficient. Els mètodes de producció i la metodologia també s'han anat sofisticant.

## Publicacions
- Food and Bioprocess Technology
- LWT- Food Science and Technology